# Felix Günther (Komponist)
Felix Günther (* 2. Dezember 1886 in Trautenau, Böhmen, Österreich-Ungarn; † 6. Mai 1951 in New York City, Vereinigte Staaten) war ein in Deutschland aktiver, österreichischer Komponist, Filmkomponist und Kapellmeister.

## Leben und Wirken
Günther wurde von 1896 bis 1904 am Konservatorium der Gesellschaft der Musikfreunde in Wien ausgebildet. Seine Lehrer waren Hermann Graedener (Theorie), Josef Vockner (Orgel) und Julius Epstein (Klavier). Anschließend studierte er an der Universität Wien bis zur Promotion zum Dr. phil.
Felix Günther begann seine musikalische Laufbahn als Korrepetitor an der Wiener Hofoper und wirkte dann als Kapellmeister an den Stadttheatern von Teplitz (1906/07) und Laibach (1907/08), am Theater an der Wien (1908/09), an der Volksoper Wien (auch Chordirektor, 1909/11), am Stadttheater von Bremen (1911/12) und an  Montis Operettentheater in Berlin (1913/14).
Nach der Rückkehr aus dem Ersten Weltkrieg 1919 arbeitete er zumeist als Konzertbegleiter, war im Sommer 1921 Kapellmeister an der Berliner Komischen Oper und ab 1926 künstlerischer Leiter der Homophon-Company.
Günther komponierte (1919 auch kurzzeitig für den deutschen Film) und arbeitete als Texter. Er blieb bis 1933 in der deutschen Hauptstadt, verfasste eigene Werke (1928 Schuberts Lieder) und tat sich als Bearbeiter (u. a. von Johann Strauss (Sohn) Der lustige Krieg) hervor.
Mit Anbruch des Tonfilmzeitalters wurde Felix Günther von mehreren kleinen und mittelgroßen deutschen Produktionsfirmen als Filmkomponist verpflichtet, oftmals in Zusammenarbeit mit Kollegen wie Fred Raymond, Friedrich Hollaender oder Robert Gilbert. Mehrmals steuerte er auch einzelne Lieder bei bzw. übernahm die Arrangements anderer Komponisten Filmmusiken, so etwa bei Alraune, Die zärtlichen Verwandten (beides 1930) und Frau Lehmanns Töchter (1932). Die „Machtergreifung“ durch die Nationalsozialisten trieb den Juden Günther zunächst zurück nach Wien, wo er u. a. noch 1933 als musikalischer Leiter von Franz Lehárs Komposition zu dem Film Großfürstin Alexandra wirkte.
Später floh Felix Günther in die USA, wo er sich in New York niederließ. Zwar fand er keine Beschäftigung mehr als Filmkomponist, schrieb jedoch Partituren für Bühnenaufführungen am Broadway (Saint Joan, 1940, Yours is My Heart, 1946).

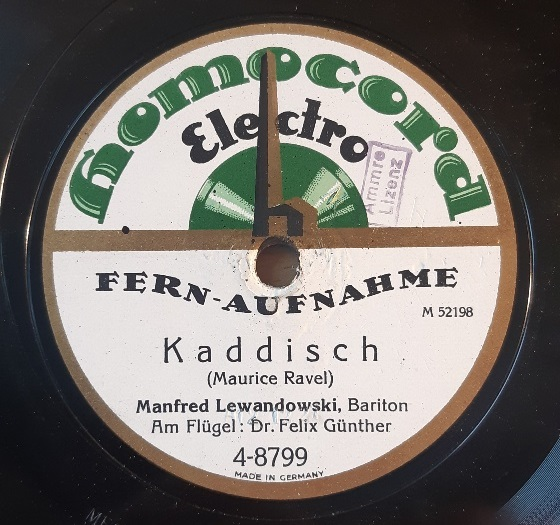
Schallplatte aus dem Jahre 1927 mit Felix Günther als Begleiter

Von Felix Günther existieren zahlreiche Schallplatten der Firma Homocord aus den späten zwanziger Jahren, häufig als Dirigent des Berliner Symphonie-Orchesters, aber auch als Liedbegleiter.

## Filmografie
ganze Kompositionen oder einzelne Lieder
- 1919: Die Rose von Stambul
- 1919: Verlorene Töchter
- 1930: Alraune (musikalische Leitung)
- 1930: Die zärtlichen Verwandten
- 1930: Kohlhiesels Töchter
- 1930: Der Bettelstudent
- 1931: Kaiserliebchen
- 1931: Schuberts Frühlingstraum
- 1931: Das Schicksal der Renate Langen
- 1931: Hilfe! Überfall!
- 1931: Elisabeth von Österreich
- 1931: Kyritz-Pyritz
- 1931: Schützenfest in Schilda
- 1931: Ich bleib’ bei Dir
- 1931: Die Liebesfiliale
- 1931: Strohwitwer
- 1931: Zwei himmelblaue Augen
- 1932: Drei von der Stempelstelle
- 1932: Fidele Razzia (Kurzfilm)
- 1933: Großfürstin Alexandra (nur musikal. Leitung)